# Raymond Decorte
Pour les articles homonymes, voir Decorte.
Raymond Decorte ou De Corte, né le 17 mars 1898 à Waarschoot et mort le 30 mars 1972 dans la même localité, est un coureur cycliste belge. Professionnel de 1924 à 1934, il a remporté deux étapes du Tour de France 1927. Son fils Roger a également été coureur professionnel.

## Palmarès
- 1921
  - 2e étape du Tour de Belgique indépendants
- 1923
  - 2e du Tour des Flandres des indépendants
- 1926
  - 3e du Tour des Flandres
- 1927
  - 8e et 20e étapes du Tour de France
  - Paris-Rennes
- 1928
  - 4e étape du Tour de Belgique
  - 2e du Circuit de Paris
  - 3e du championnat de Belgique sur route
- 1929
  - 3e du Tour de Belgique
- 1930
  - Prix Goullet-Fogler (avec Alexandre Raes)

## Résultats sur le Tour de France
5 participations
- 1925 : abandon (4e étape)
- 1926 : abandon (14e étape)
- 1927 : 11e, vainqueur des 8e et 20e étapes
- 1928 : 24e
- 1929 : abandon (7e étape)